# Колуса (Калифорнија)
Колуса (енгл. Colusa) град је у америчкој савезној држави Калифорнија. По попису становништва из 2010. у њему је живело 5.971 становника.

## Демографија
Према попису становништва из 2010. у граду је живело 5.971 становника, што је 569 (10,5%) становника више него 2000. године.
| Група             | 2000.         | 2010.         |
| Белци             | 2.854 (52,8%) | 2.538 (42,5%) |
| Афроамериканци    | 16 (0,3%)     | 54 (0,9%)     |
| Азијати           | 79 (1,5%)     | 80 (1,3%)     |
| Хиспаноамериканци | 2.253 (41,7%) | 3.128 (52,4%) |
| Укупно            | 5.402         | 5.971         |